# Stereopalpus
Stereopalpus es un género de coleóptero de la familia Anthicidae.

## Especies
Las especies de este género son:
- Stereopalpus bidifus
- Stereopalpus californicus
- Stereopalpus carolinensis
- Stereopalpus centroasiatica
- Stereopalpus columbianus
- Stereopalpus eva
- Stereopalpus guttatus
- Stereopalpus hirtus
- Stereopalpus mellyi
- Stereopalpus nagayamai
- Stereopalpus nimius
- Stereopalpus pruinosus
- Stereopalpus rufipes
- Stereopalpus tokioensis
- Stereopalpus vestita